# Singapore National Youth Orchestra
Le Singapore National Youth Orchestra est un orchestre symphonique fondé en 1979 et basé à Singapour.
Le concert d'inauguration a eu lieu en août 1979. Son nom actuel est utilisé depuis 2001. L'orchestre se compose d'environ 200 jeunes musiciens,.